# DN71
De DN71 (Drum Național 71 of Nationale weg 71) is een weg in Roemenië. Hij loopt van Tărtășești via Răcari, Târgoviște, Pucioasa en Fieni naar Sinaia. De weg is 110 kilometer lang.